# Promozione (calcio femminile)
La Promozione femminile è il quinto e ultimo livello del campionato italiano femminile di calcio, e rappresenta il quarto livello dilettantistico del calcio femminile in Italia (dalla stagione 2022-2023), e il secondo a carattere regionale, organizzato dalla Lega Nazionale Dilettanti. La sua organizzazione è affidata ai Comitati Regionali della F.I.G.C. - Lega Nazionale Dilettanti. Fino alla stagione 2017-2018 ha avuto il nome di Serie D, allorché è stato ratificato il cambio di denominazione in Promozione femminile.
Trattandosi di campionati disputati molto spesso da squadre piccole, c'è l'esigenza di ridurre al minimo le distanze e quindi i costi delle trasferte. È in base a tali criteri che il Comitato Regionale sceglie il numero dei gironi, solitamente uno o due dato l'esiguo numero delle squadre partecipanti.
Al termine di ogni stagione agonistica le squadre che vincono i campionati di Promozione (Serie D fino al 2018) accedono al campionato di Eccellenza (Serie C fino al 2018), massima divisione a livello regionale solitamente a girone unico, venendo rimpiazzate dalle retrocesse, le quali variano a seconda del numero di gironi della Promozione (Serie D fino al 2018) e quindi delle promosse da sostituire. Essendo l'ultimo gradino del campionato italiano femminile di calcio, non sono previste retrocessioni per le squadre che arrivano nelle ultime posizioni del torneo.
I campionati di Promozione femminile sono organizzati dai seguenti Comitati Regionali:
- Emilia Romagna (1 girone da 9 squadre)
- Lombardia (1 girone da 15 squadre e 1 girone da 14 squadre)
- Piemonte (1 girone da 10 squadre)
- Toscana (1 girone da 14 squadre)